# Trudge Valley
Trudge Valley är en dal i Antarktis. Den ligger i Östantarktis. Australien gör anspråk på området.